# Nicolae Grigorescu

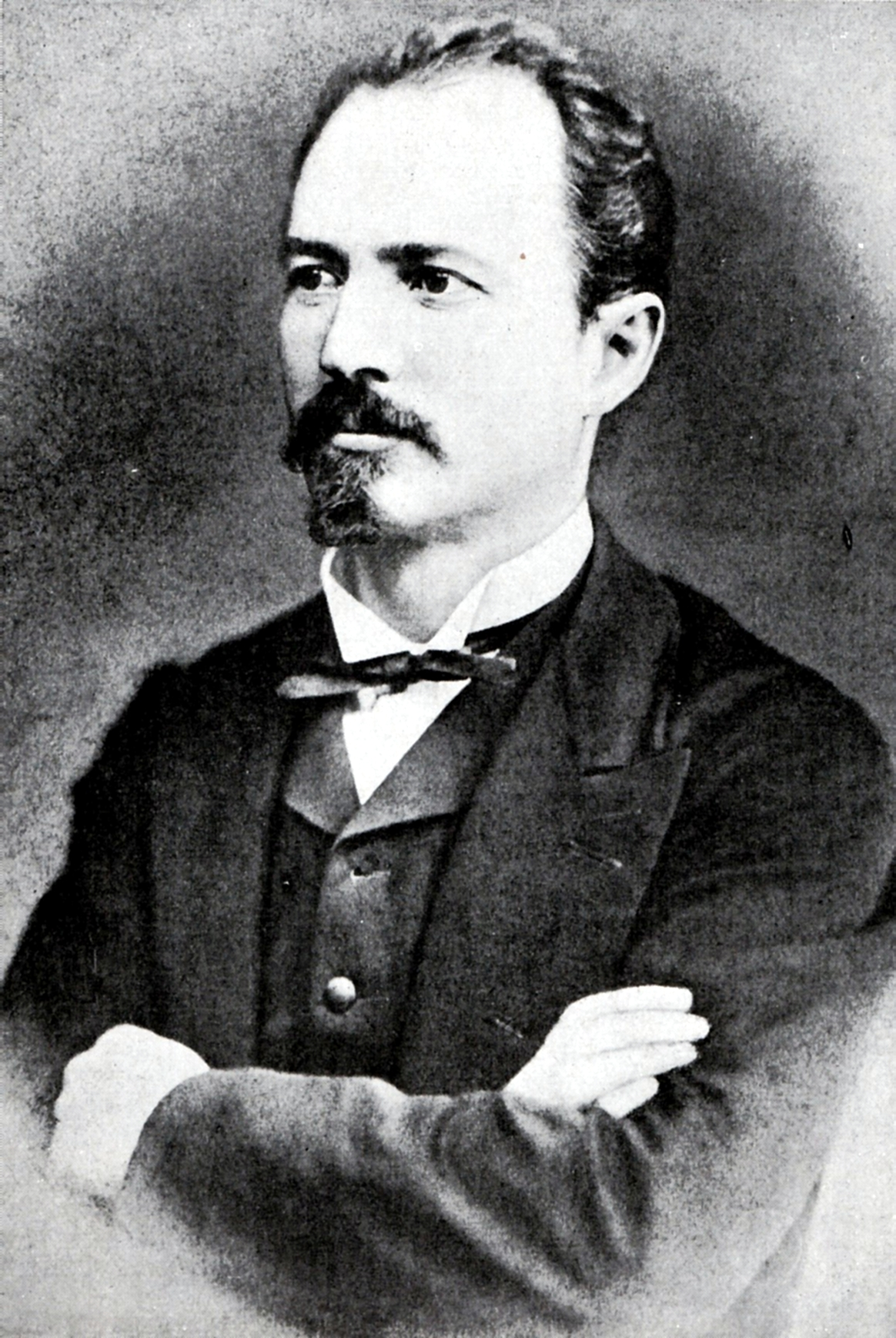
Nicolae Grigorescu

Nicolae Ion Grigorescu (* 15. Mai 1838 in Pitaru bei Bukarest; † 21. Juli 1907 in Câmpina) war ein rumänischer Maler und gilt neben Ștefan Luchian und Ion Andreescu als einer der Mitbegründer der modernen rumänischen Malerei. Sein späteres Werk weist impressionistische Einflüsse auf. Seine Themen suchte er häufig im rumänischen-ländlichen Alltagslebens Ende des 19. Jahrhunderts. 

## Leben
Nachdem seine Familie nach dem Tod seines Vaters 1843 nach Bukarest zog, wurde Grigorescu schon in frühen Jahren (1848–1850) Schüler des aus dem Banat stammenden tschechischen Malers Anton Chladek (1794–1882). Dieser war in der  Walachei tätig, wo er Kirchenfresken und Bojarenporträts malte. So fing auch Grigorescu zunächst damit an, rumänisch-orthodoxe Kirchen und Klöster zu bemalen, u. a. in Băicoi, im Kloster Agapia, im Kloster Zamfira oder im Kloster Căldărușani. 
1861 erhielt er durch die Vermittlung von Mihail Kogălniceanu ein Stipendium in Paris, wo er an der École des Beaux-Arts studierte. Er besuchte auch das Atelier von Sébastien Cornu, wo sein Mitschüler Pierre-Auguste Renoir war. Doch bald fühlte er sich von der Barbizon-Schule angezogen, verließ das Atelier und ging nach Barbizon, wo er sich der Freiluftmalerei widmete und mit dem gerade entstehenden Impressionismus in Verbindung kam. In den Jahren 1873/1874 bereiste er Italien, Griechenland und Österreich. 1877 wurde er während des Rumänischen Unabhängigkeitskrieges dazu berufen die  rumänische Armee an die Front zu begleiten, um als Frontzeichner und -maler tätig zu sein.
Seine Werke wurden u. a. bei der Weltausstellung 1867 und der Weltausstellung 1889 ausgestellt.
Von 1879 bis 1890 lebte und arbeitete er hauptsächlich in Frankreich, vor allem in Vitré und Paris. 1890 übersiedelte er wieder nach Rumänien, wo er 1907 in Câmpina verstarb. Sein überwiegend aus Ölgemälden bestehendes Werk befindet sich heute zum großen Teil in Bukarester Kunstmuseen.

## Werke

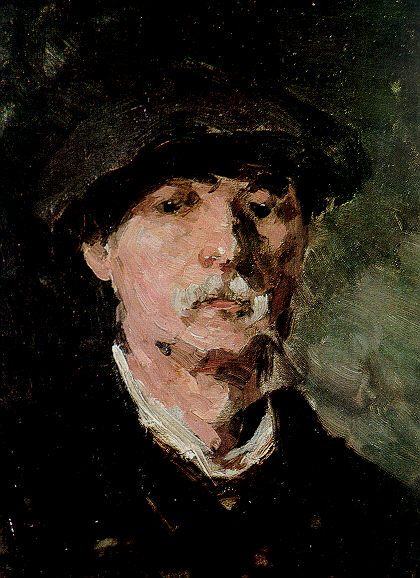
Autoporträt
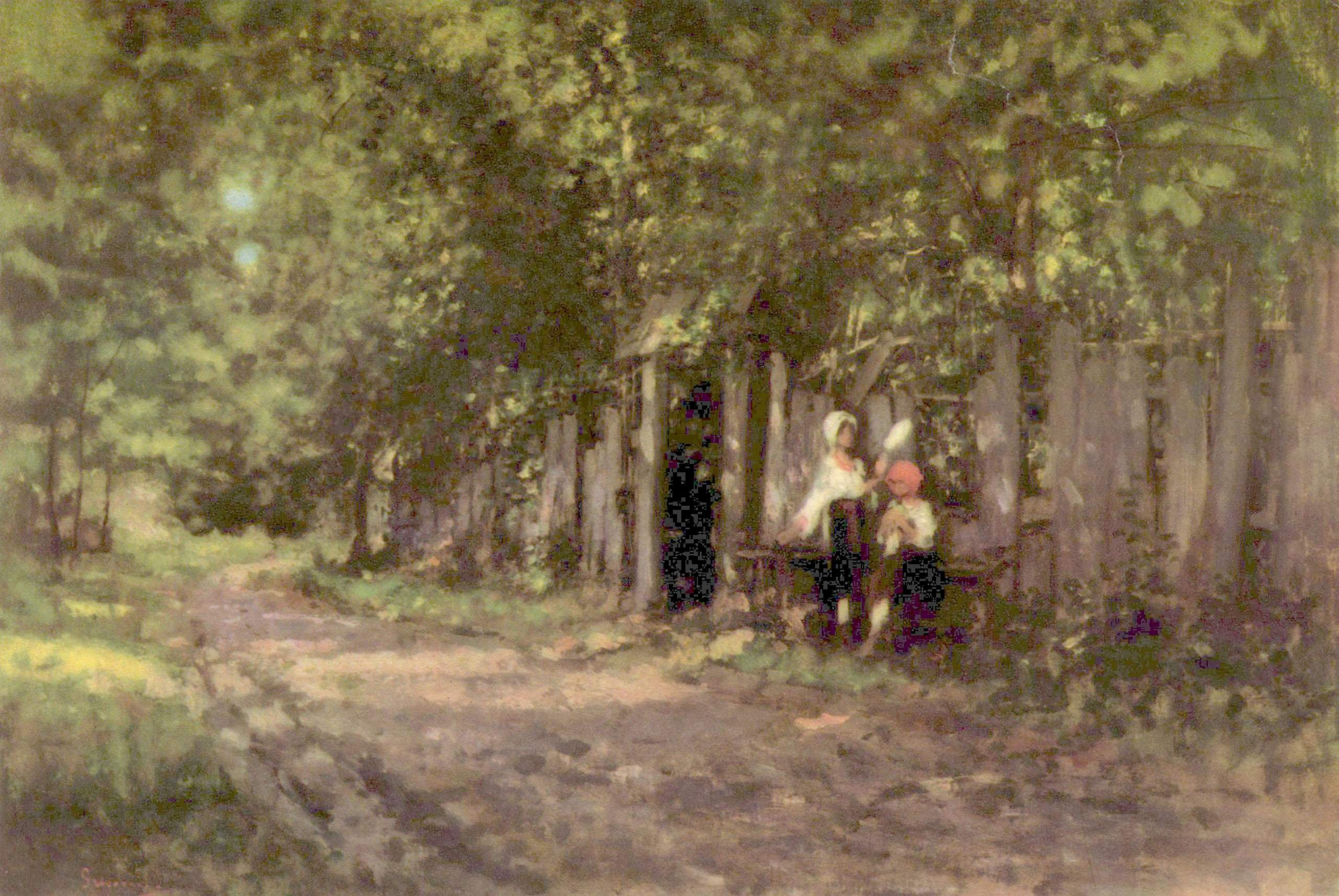
Maidens at the entrance.
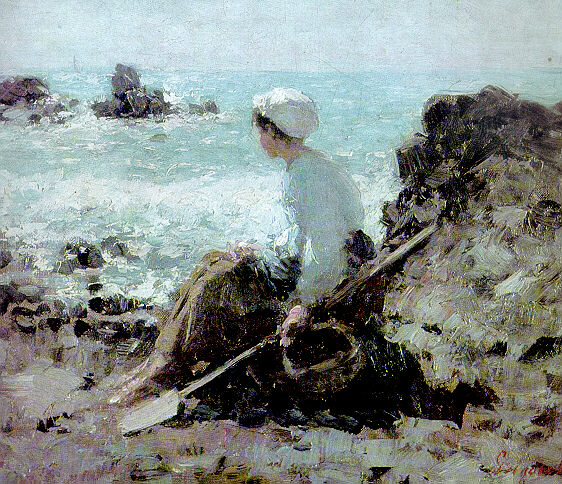
Pescăriță la Grandville (1884).
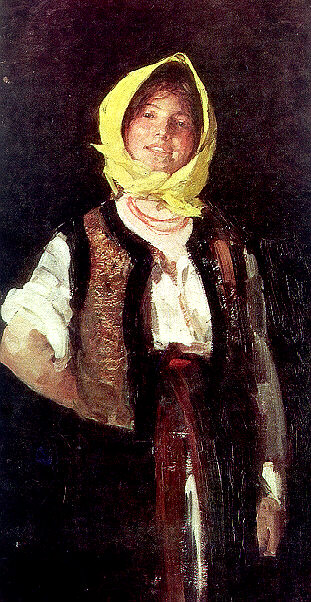
Țărancă voioasă (1894).
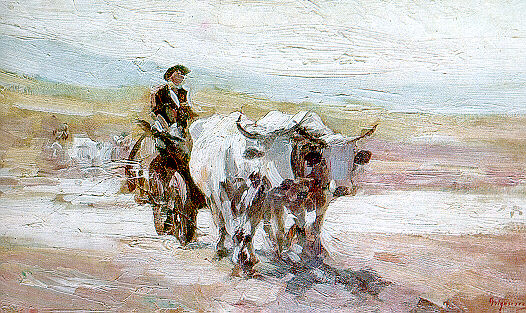
Car cu boi (1899).
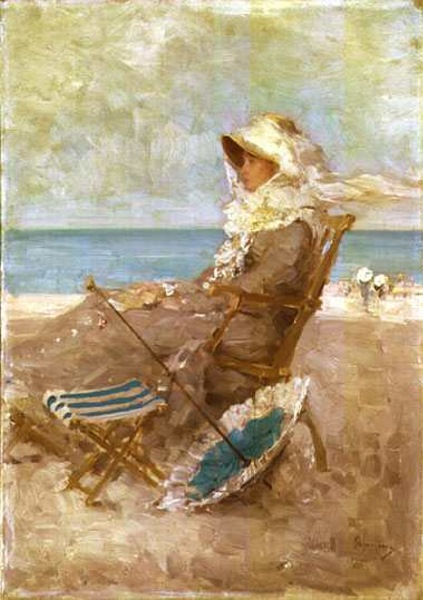
Femeie pe malul mării (1881).
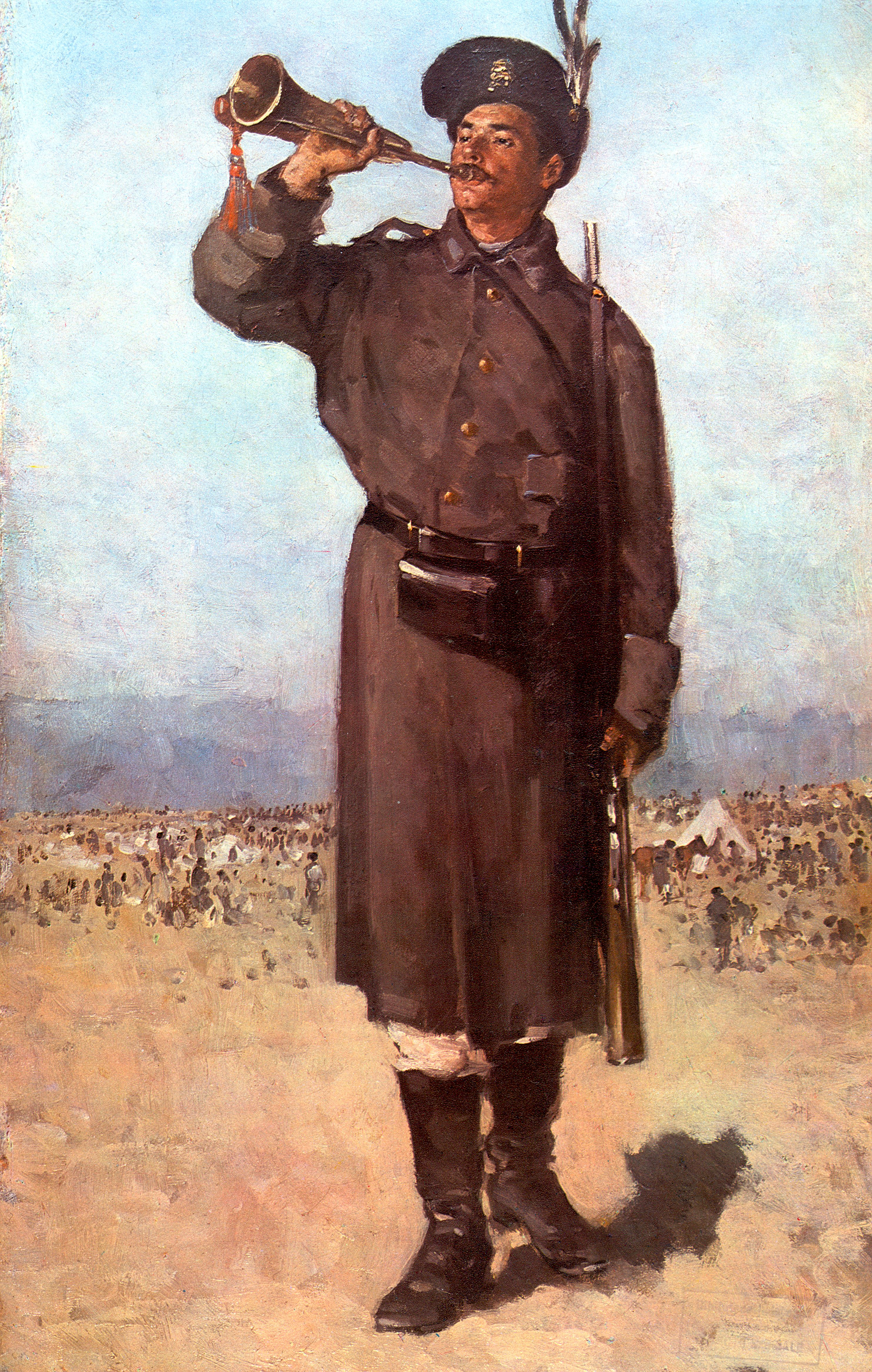
Gornistul.
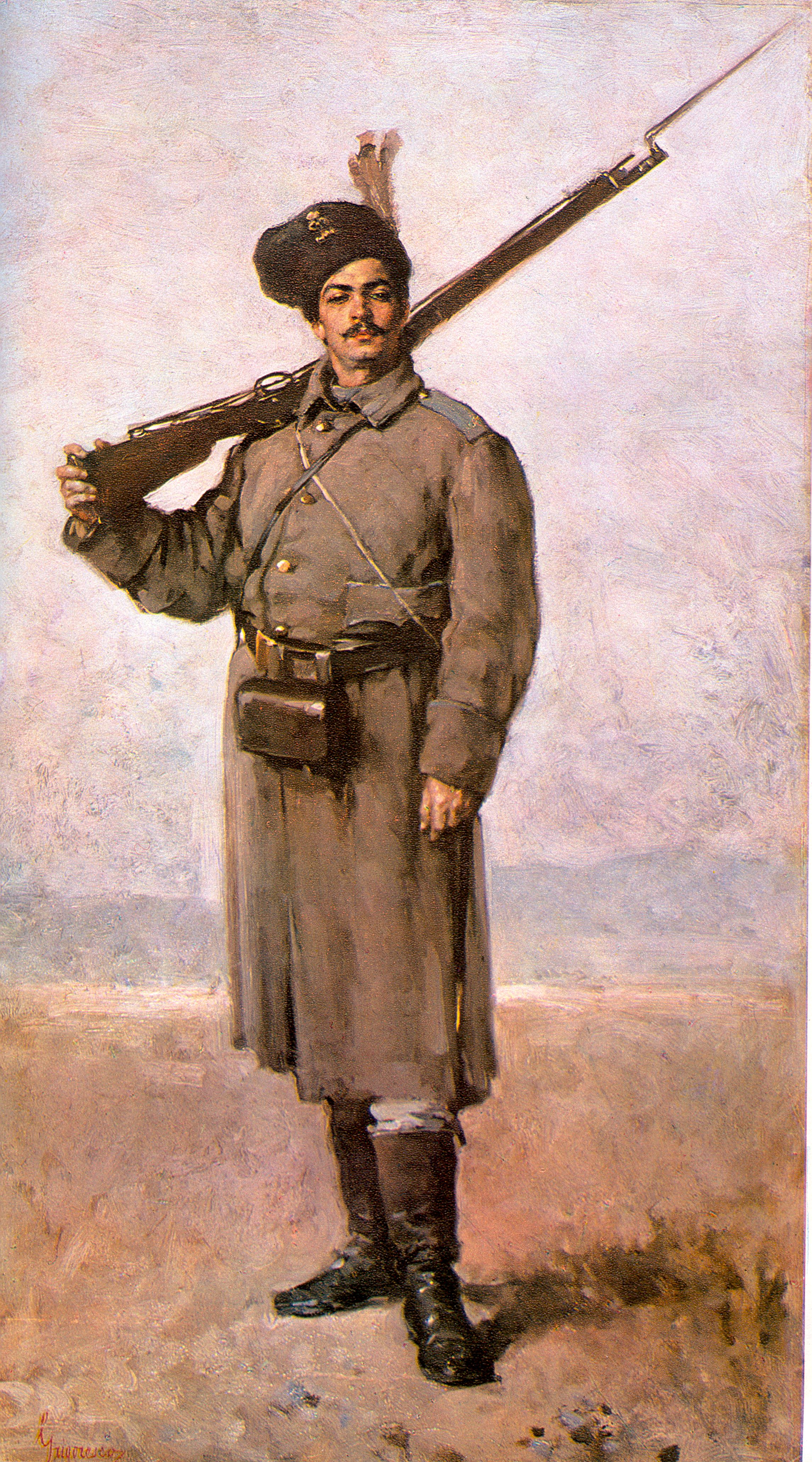
Dorobanțul.
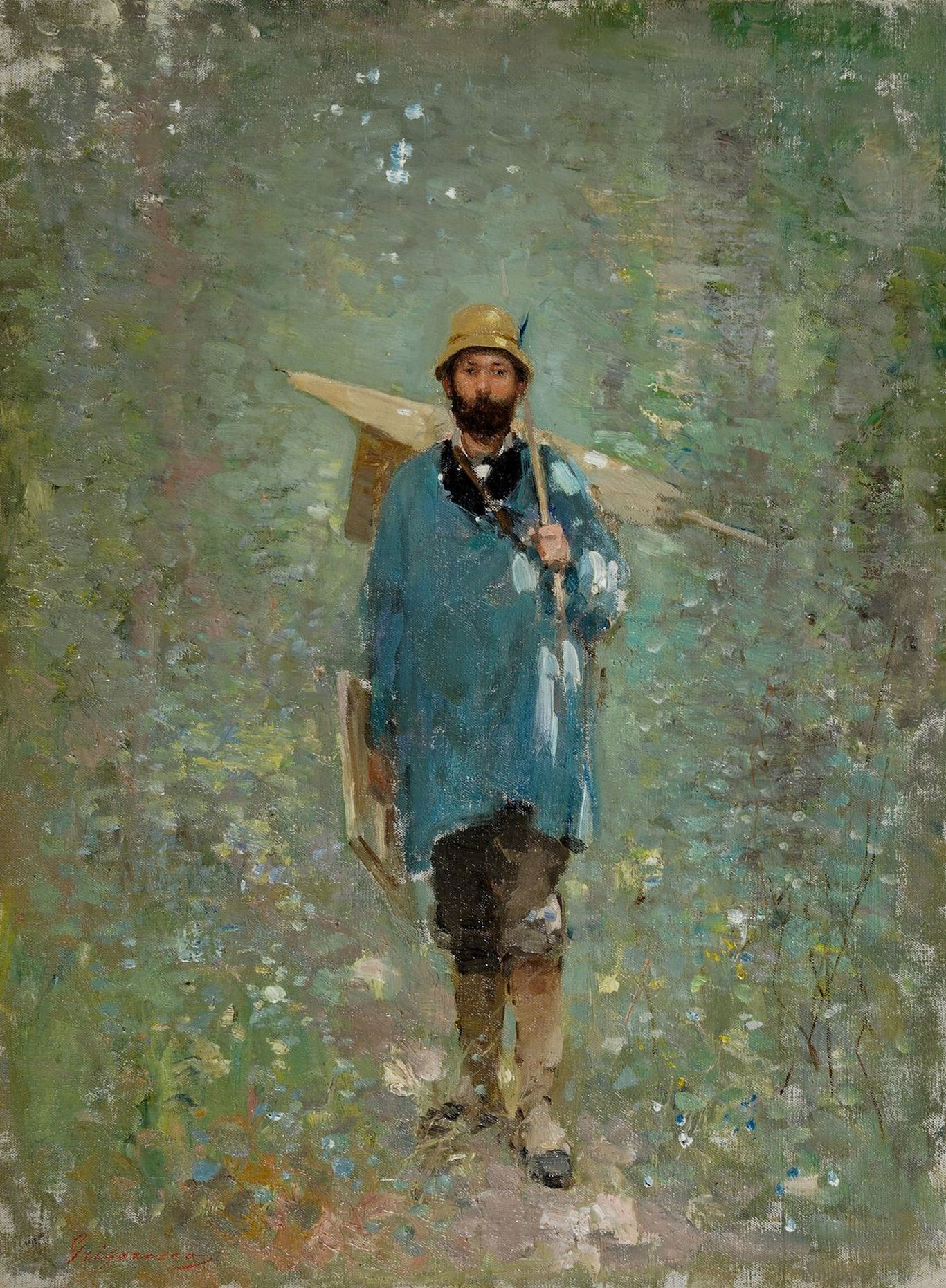
Andreescu la Barbizon.
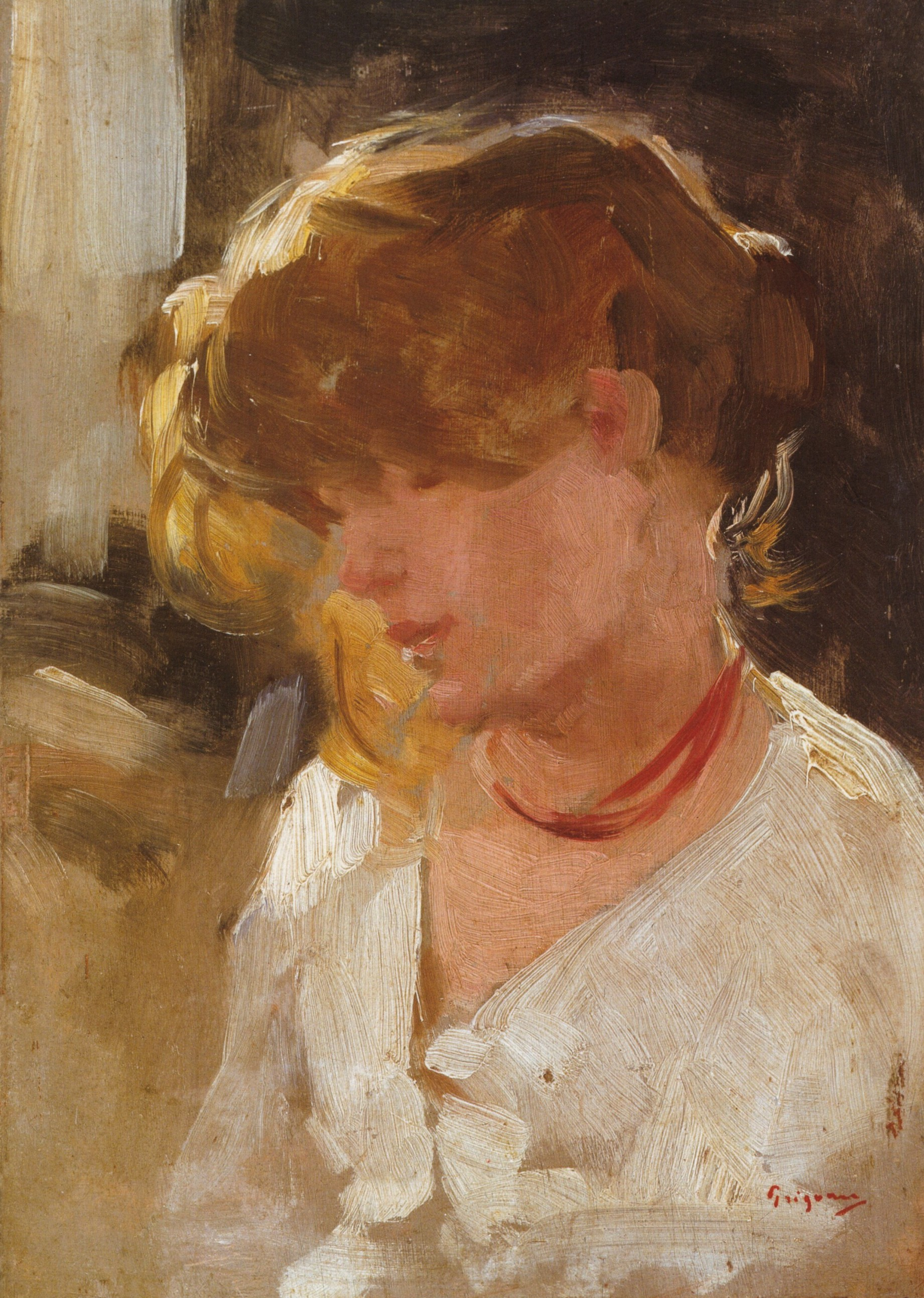
Cap de țărancă.
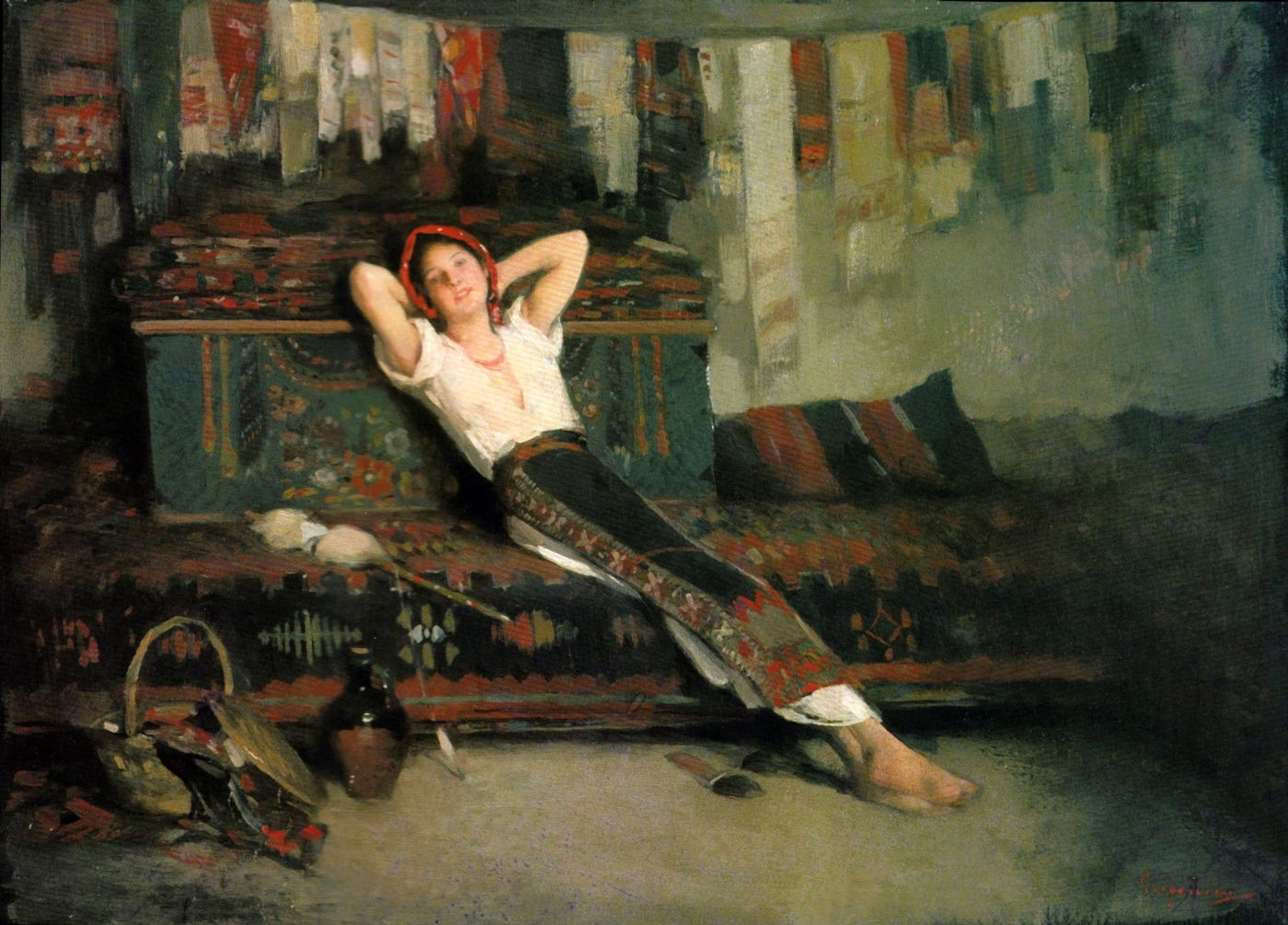
Fată cu zestrea ei.
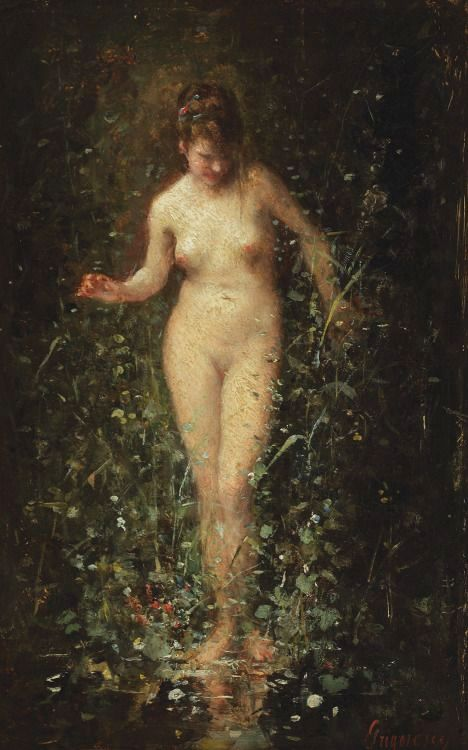
Intrând în baie.
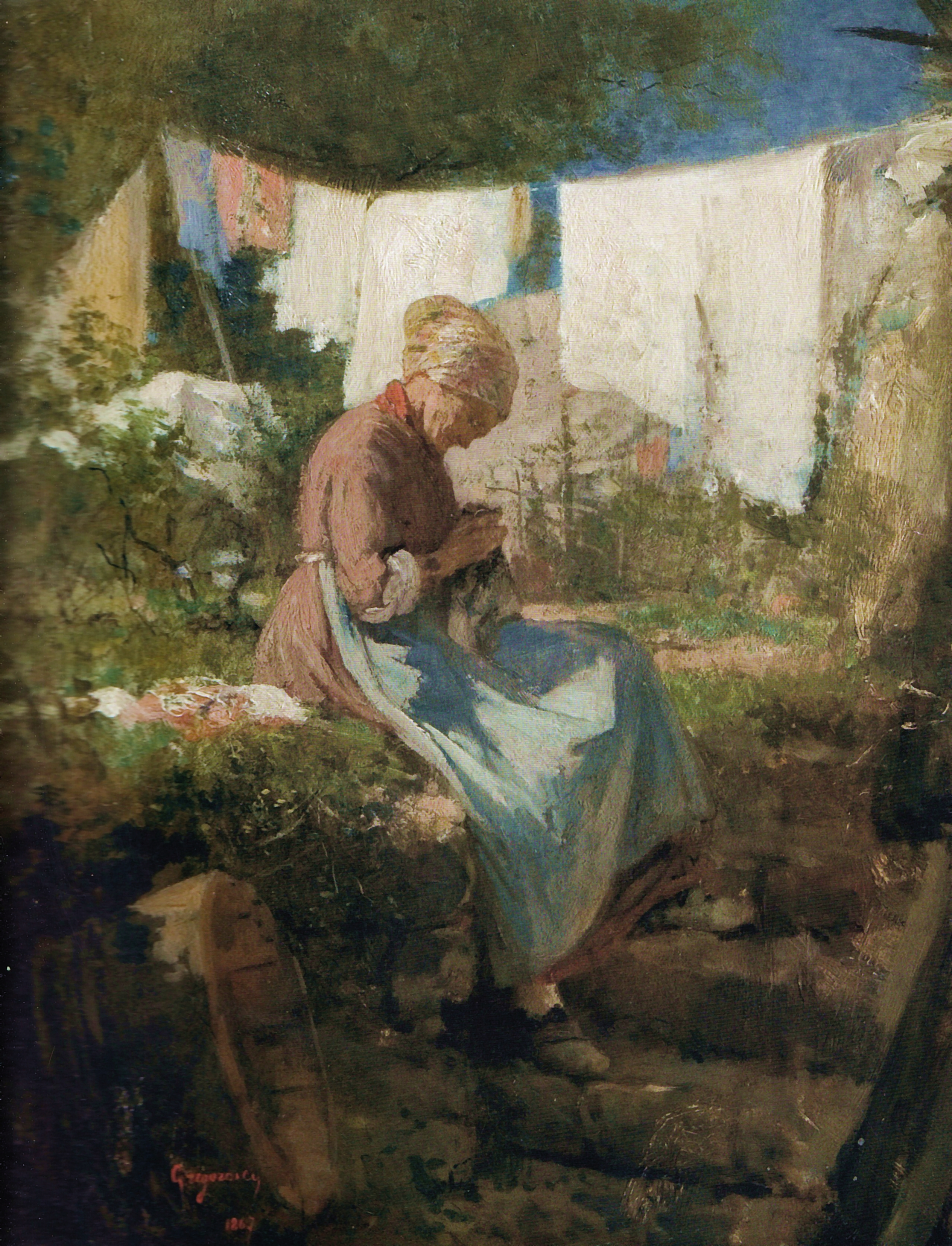
Alte Frau stopfend.
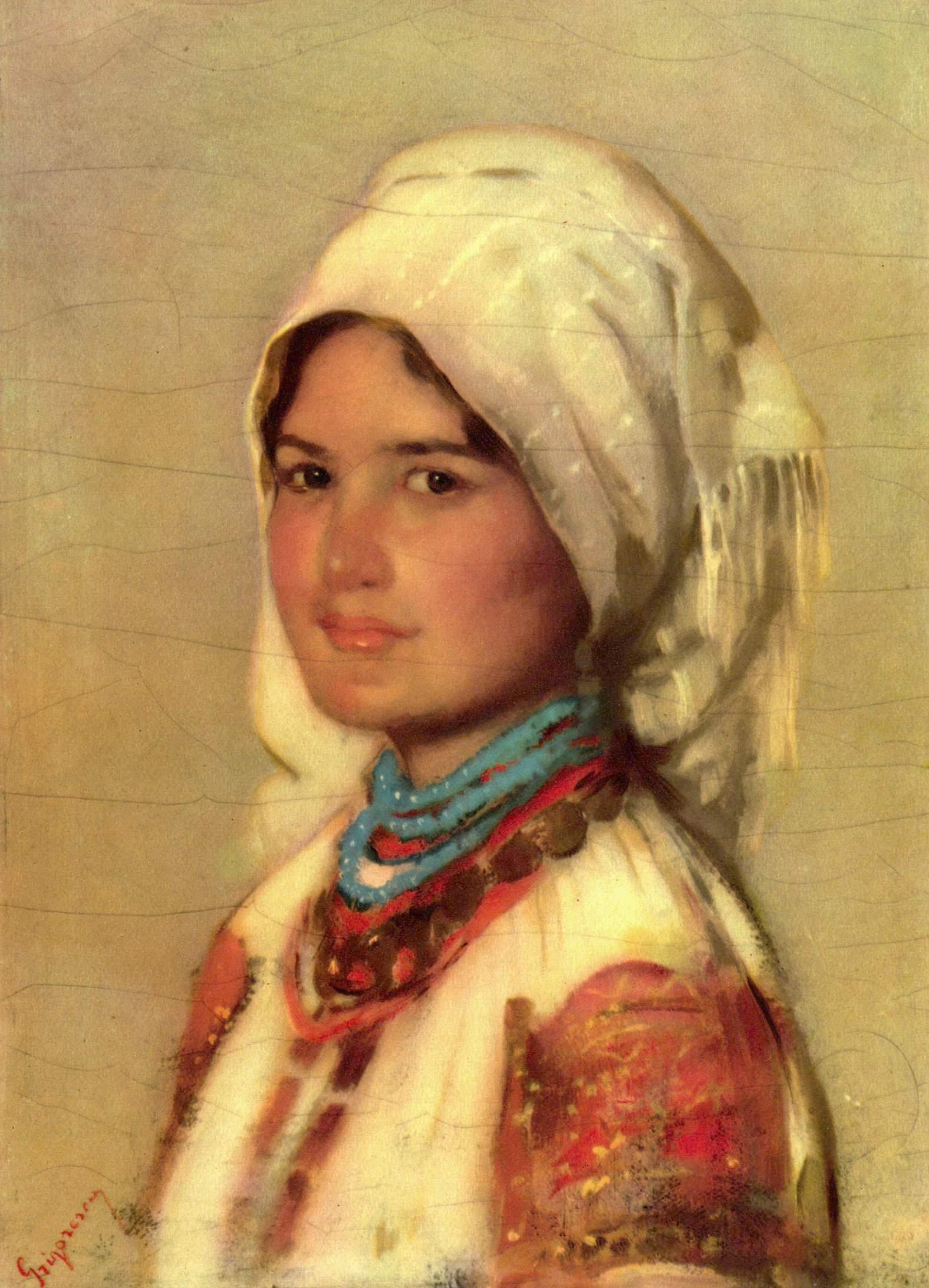
Bäuerin aus Muscel.
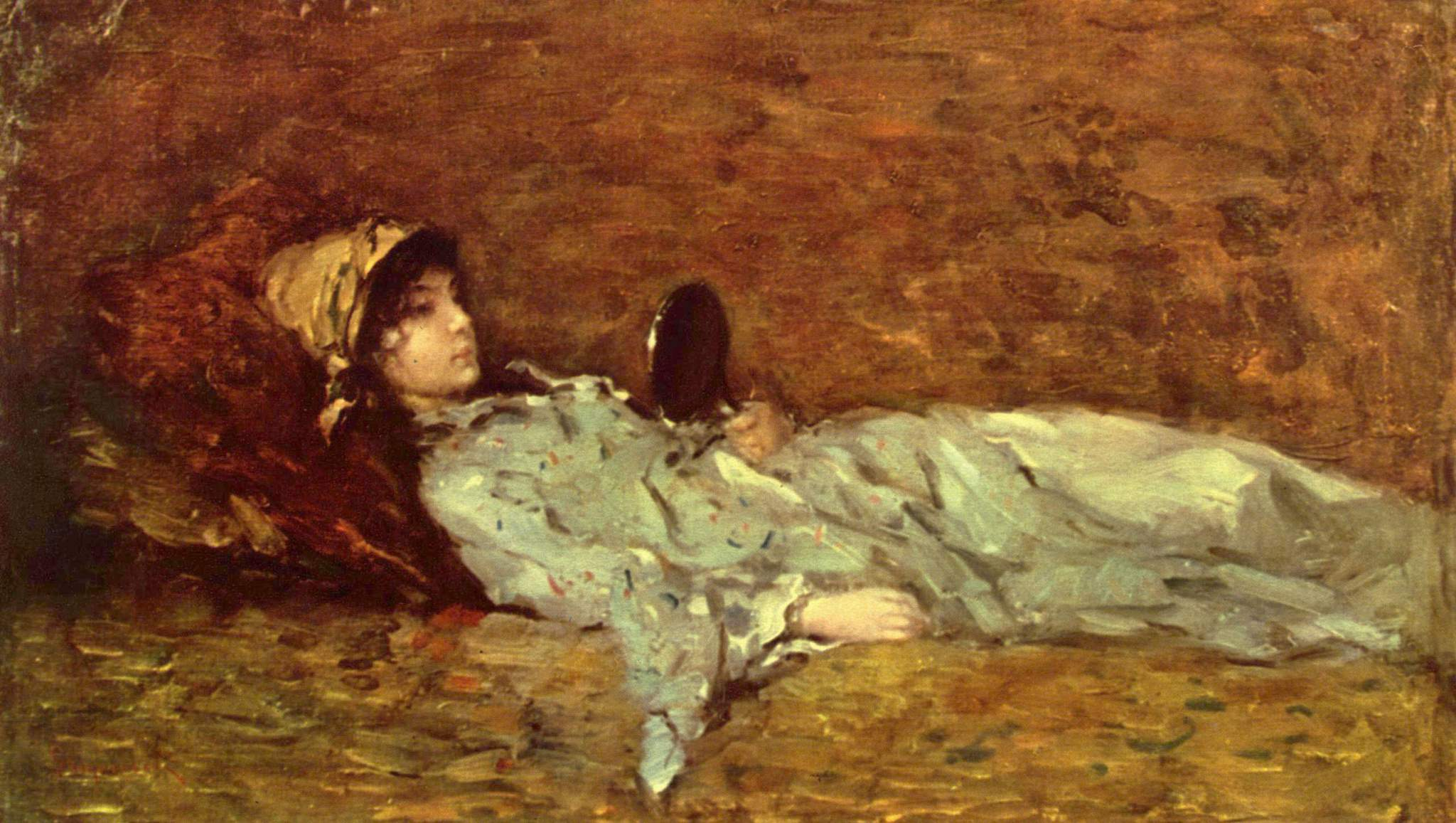
Mädchen im Spiegel.
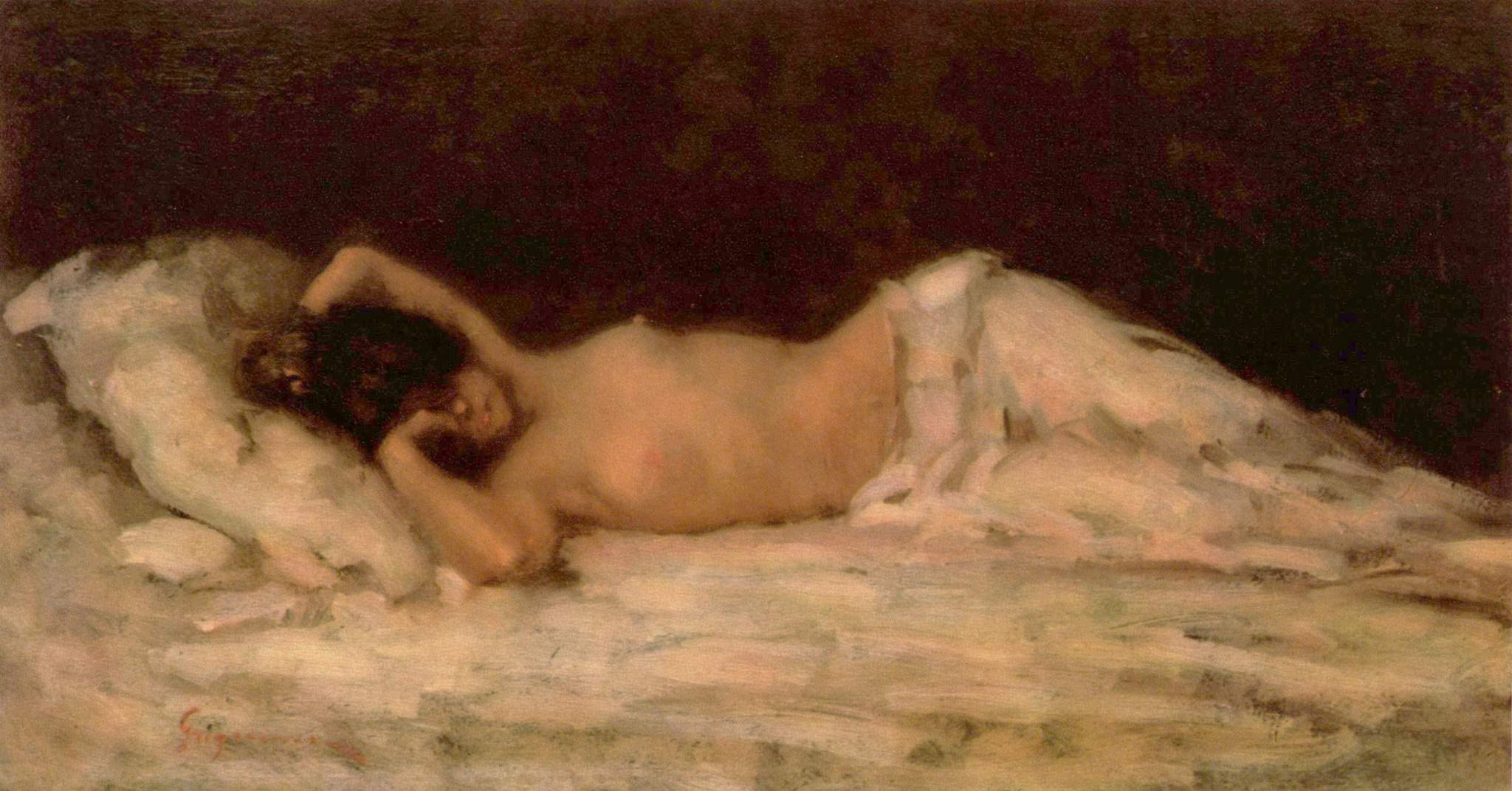
Akt.
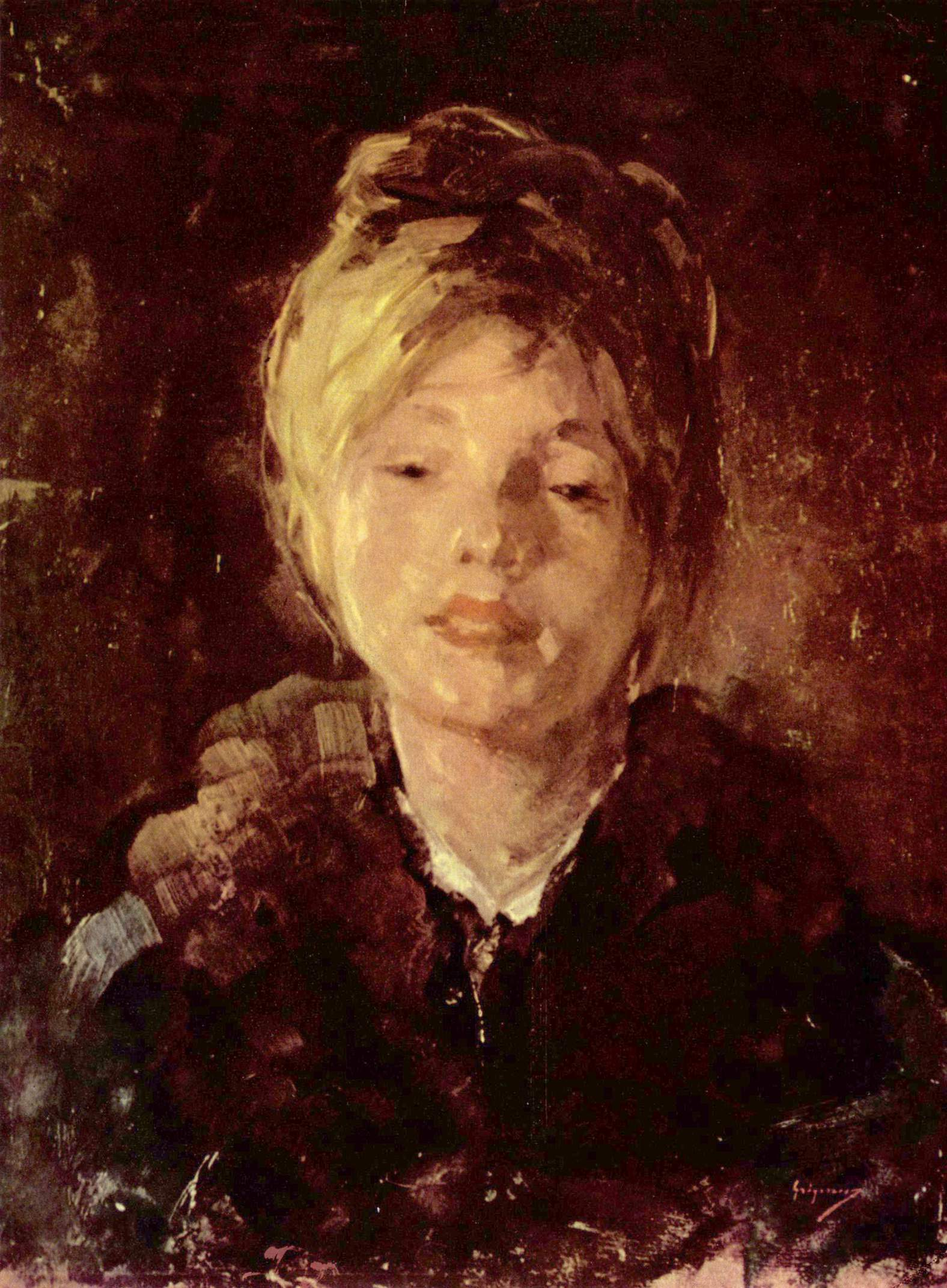
Porträt eines Mädchens.
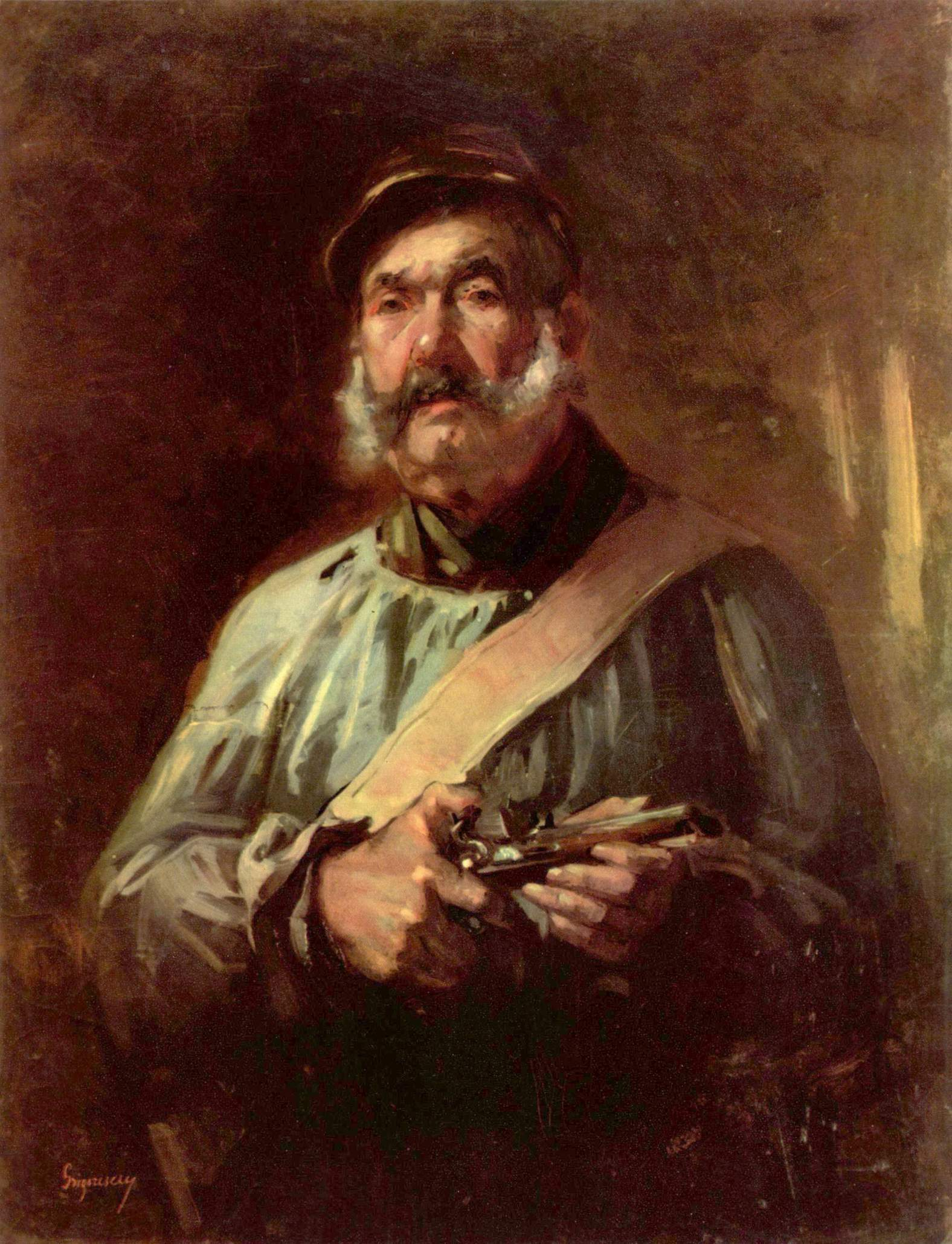
Wächter von Chailly.
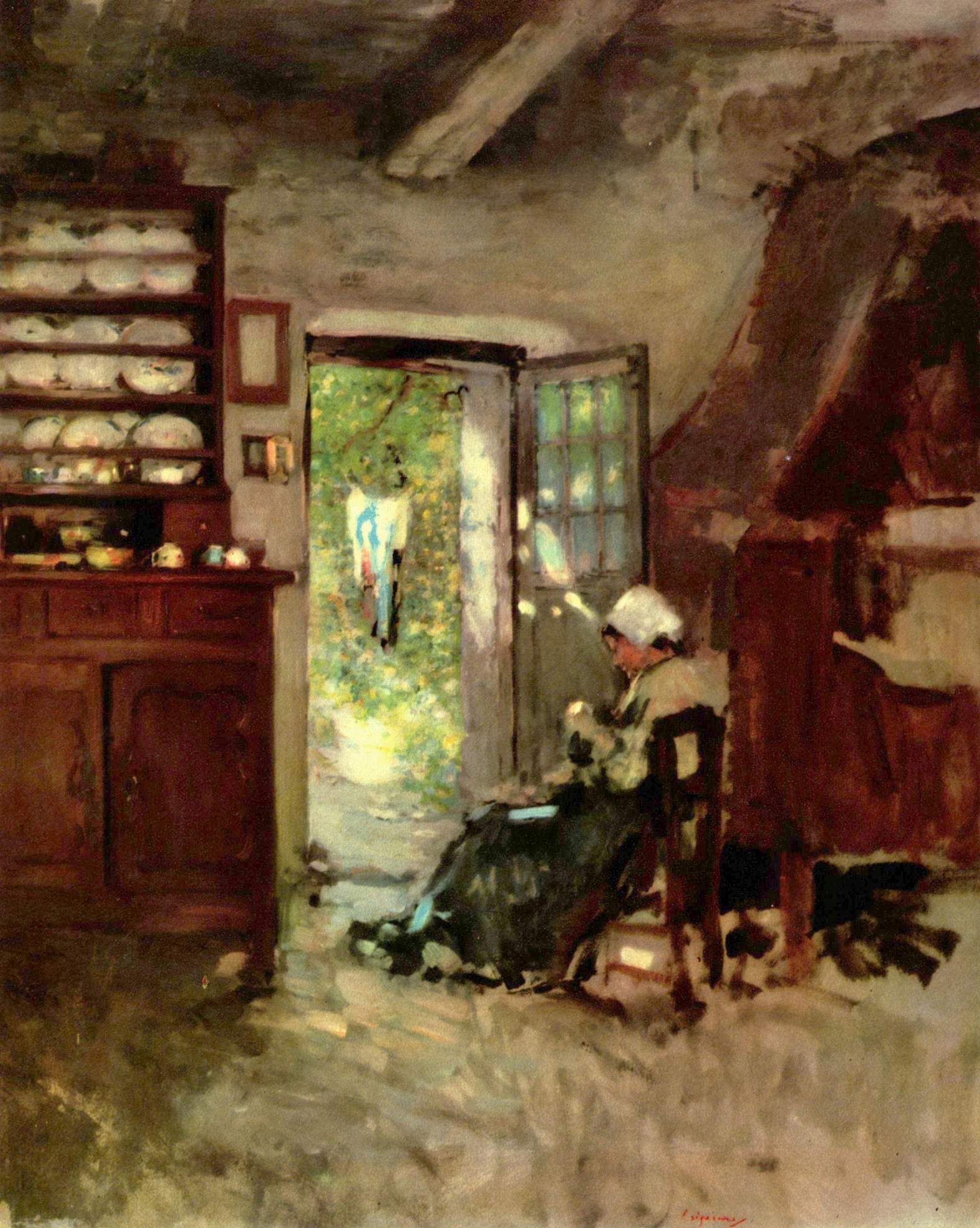
Interieur in Vitré.
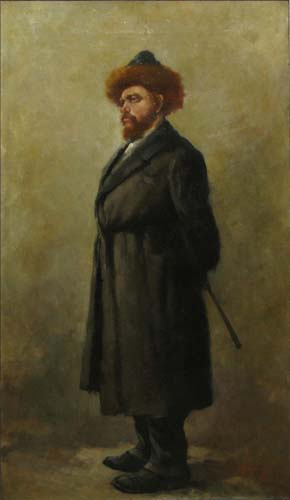
Jude mit Kaftan.

## Grigorescu auf Banknoten

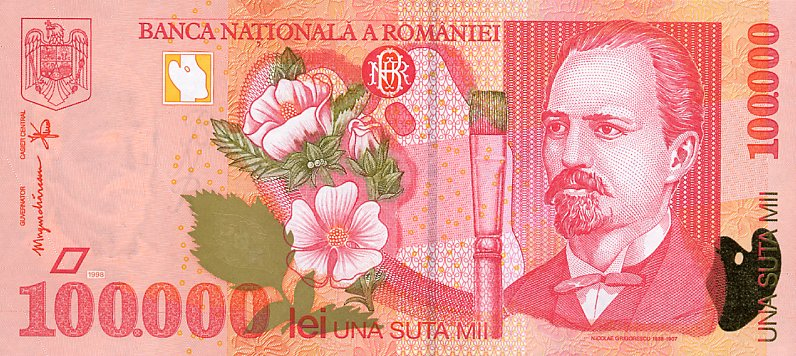
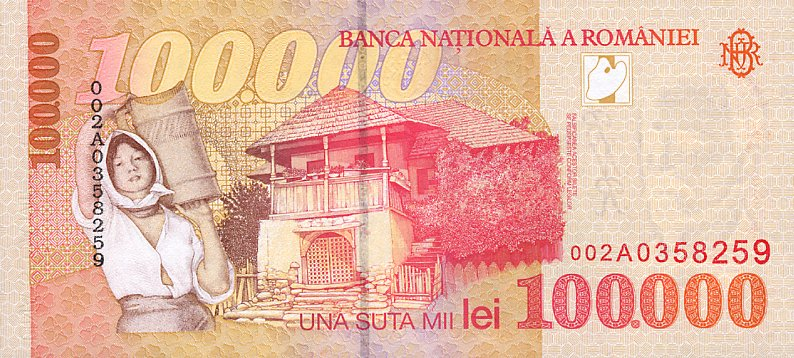
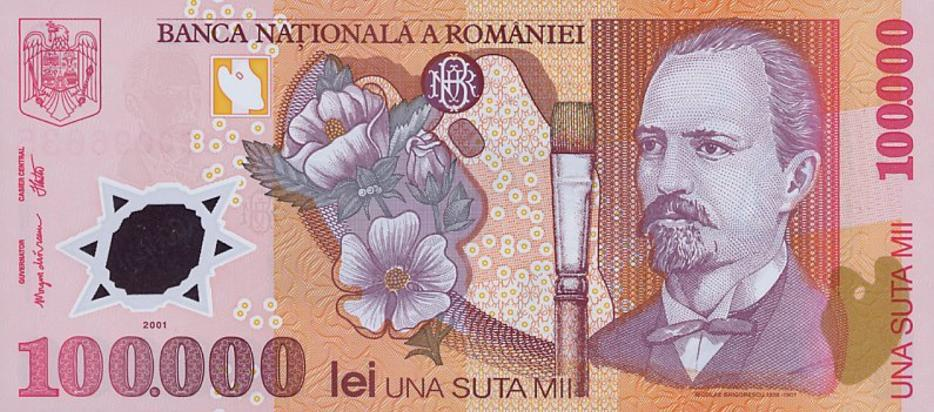
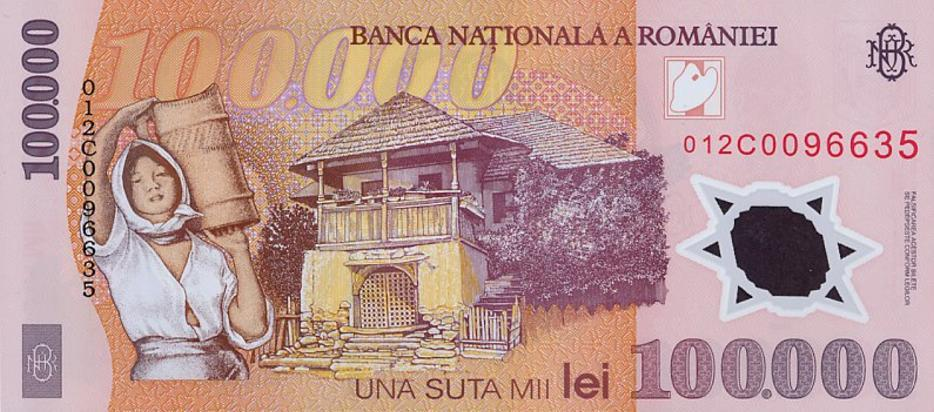
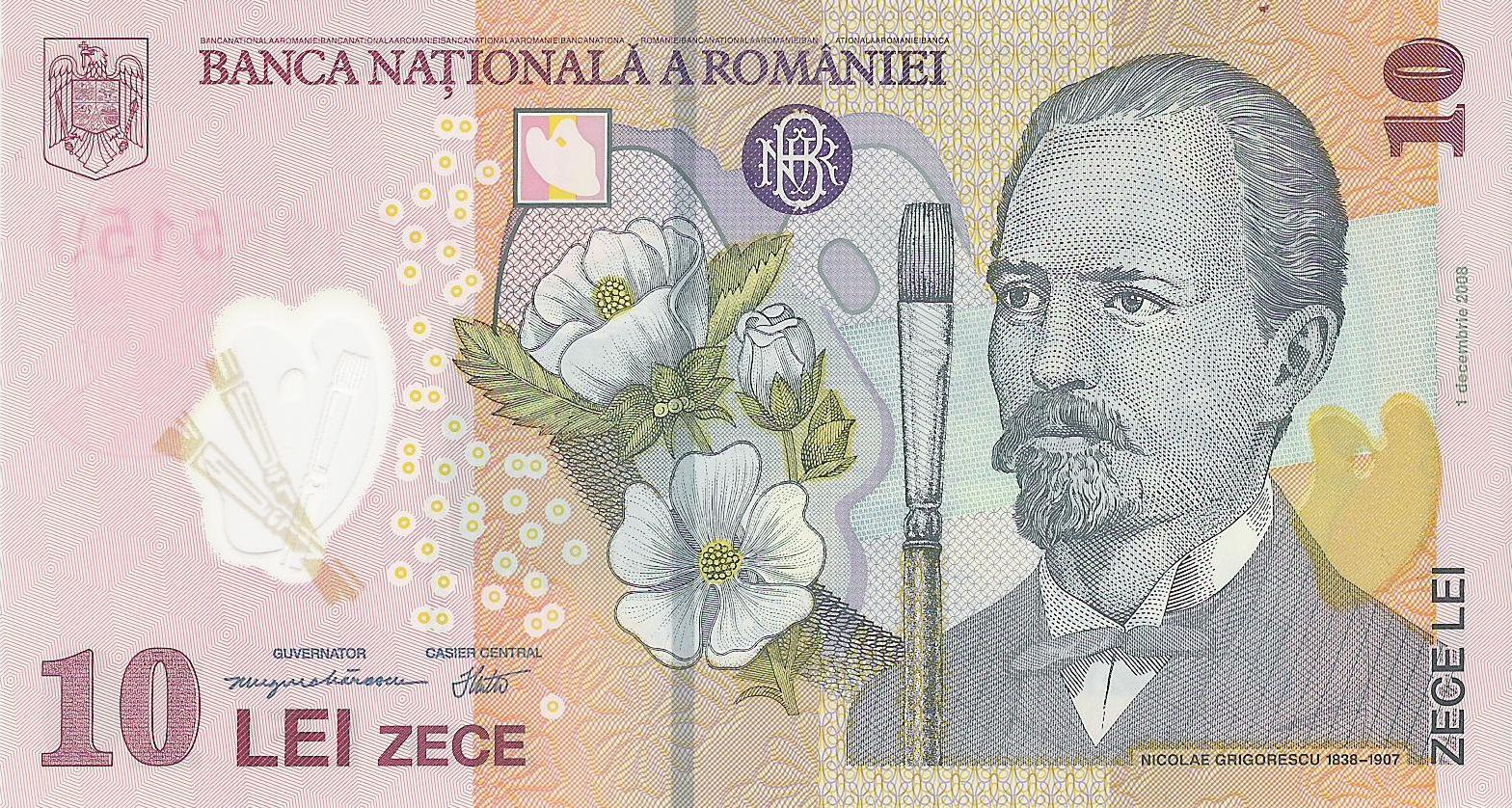

Das Konterfei Grigorescus ist auf dem aktuellen rumänischen 10-Lei-Schein abgebildet. Davor befand sich sein Porträt auf dem 100.000-Lei-Schein.
Von links nach rechts:
- Vorderseite 100.000 Lei (Rumänien) – Pick 110 von 1998 – Nicolae Jon Grigorescu, Breitpinsel und Malvenblüten

- Rückseite 100.000 Lei (Rumänien) – Pick 110 von 1998 – Gemäldeausschnitt Frau mit Krug, das Original hängt in der rumänischen Staatsbank, zeitgenössisches Bauernhaus

- Vorderseite 100.000 Lei (Rumänien) – KB68 vom 12. November 2001 – Nicolae Jon Grigorescu, Breitpinsel und Malvenblüten

- Rückseite 100.000 Lei (Rumänien) – KB68 vom 12. November 2001 – Gemäldeausschnitt Frau mit Krug, das Original hängt in der rumänischen Staatsbank, zeitgenössisches Bauernhaus

- Vorderseite 10 Lei (Rumänien) – KB87 vom 1. Juli 2005 – Nicolae Jon Grigorescu, Breitpinsel und Malvenblüten

- Rückseite 10 Lei (Rumänien) – KB87 vom 1. Juli 2005 – Gemäldeausschnitt Frau mit Krug, das Original hängt in der rumänischen Staatsbank, zeitgenössisches Bauernhaus

## Auszeichnungen und Ehrungen
- 1899: Ehrenmitglied der Rumänischen Akademie